# 유타 호프만

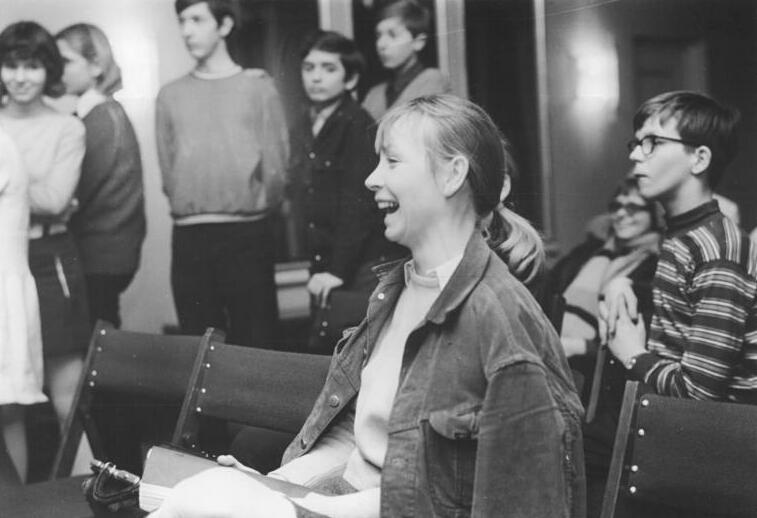

유타 호프만(Jutta Hoffmann, 1941년 3월 3일 ~ )은 독일의 연극 배우, 영화배우이다.
할레에서 태어났다.

## 영화
- 파트 오브 어스 (2016년)
- 밴디트 (1997년)
- 눈 먼 의사 (1985년)
- 칼라 (1965년)
- 거짓말 (1965년)